# Rainer von Fieandt
Berndt Rainer von Fieandt (Turku, 26 dicembre 1890 – Helsinki, 28 aprile 1972) è stato un politico finlandese.

## Biografia
È stato il 37º Primo ministro della Finlandia, durante la sua carica il vice-primo ministro fu Reino Oittinen.
Studiò giurisprudenza, lavorando poi come avvocato. Fu a capo del consiglio di amministrazione della banca di Finlandia.